# Doșne, Ratne
Doșne (în ucraineană Дошне) este un sat în comuna Velîmce din raionul Ratne, regiunea Volînia, Ucraina.

## Demografie
Componența lingvistică a localității Doșne
     Ucraineană (100%)
Conform recensământului din 2001, toată populația localității Doșne era vorbitoare de ucraineană (100%).